# American Army Bombe
American Army Bombe war eine von der U.S. Army konstruierte besondere digitale Ausführungsform des ursprünglich vom britischen Mathematiker Alan Turing ersonnen und von seinem Kollegen und Landsmann Gordon Welchman verfeinerten kryptanalytischen Konzepts der Turing-Welchman-Bombe zur Entzifferung der deutschen Rotor-Chiffriermaschine Enigma.

## Geschichte
Seit dem Frühjahr 1940 hatten britische Codebreaker damit begonnen, die Turing-Bombe im englischen Bletchley Park (B.P.) erfolgreich gegen die deutsche Maschine einzusetzen. Ab April 1943 produzierten auch ihre amerikanischen Alliierten eine weiter verbesserte Nachfolgerin, genannt die Desch-Bombe, und setzten sie im Naval Computing Machine Laboratory (NCML) der US Navy ebenso erfolgreich gegen die Enigma-M4 der deutschen Kriegsmarine ein.
Nur etwa zwei Wochen nachdem Joseph Desch mit seiner Umsetzung bei der Navy begonnen hatte, trat der damals führende amerikanische Kryptoanalytiker, William Friedman, für eine autarke Lösung der Army ein. Motivation war, sich von den Briten (und vielleicht auch von der eigenen Navy) unabhängig zu machen, und auch vorzusorgen, dass für den denkbaren Fall eines fatalen Luftangriffs auf Bletchley Park mit völliger Zerstörung der dortigen Codebrecher-Zentrale, die kriegswichtige Entzifferung der deutschen Maschine weiter möglich blieb. Die Army stimmte dieser Vorgehensweise zu und wendete sich zur Umsetzung an die Bell Telephone Laboratories (Bell Labs). Deren innovatives Konzept sah vor, auf rotierende Teile wie die „Trommeln“ (englisch drums), die bei den bisherigen Lösungen verwendet wurden, zu verzichten, und stattdessen auf Relaistechnik zu setzen. Letztere wurde damals beispielsweise auch in Telefonvermittlungsstellen genutzt.
Hierdurch versprach man sich eine erhebliche Geschwindigkeitssteigerung, die zu einem schnelleren Bruch der deutschen Funksprüche beitragen sollte, und eine erhöhte Flexibilität im Fall denkbarerer deutscher Verfahrensänderungen. Gleichzeitig stellte dies auch einen bedeutenden Entwicklungsschritt dar, einerseits auf dem Weg vom Analogrechner zum Digitalrechner, und andererseits weg von kryptanalytischen Spezial-„Knackmaschinen“ hin zu möglichst universell verwendbaren Rapid Analytical Machines (RAMs) für die Kryptanalyse, wie sie kurz nach dem Krieg entstanden.